# 기타이타미역
기타이타미역(일본어: 北伊丹駅, きたいたみえき 키타이타미에키[*])은 일본 효고현 이타미시에 위치한 서일본 여객철도의 역이다. 가와니시시와의 경계점에 걸쳐있다. 보통 열차만 정차하기 때문에 시간 당 열차 편수는 평균 4~7편 정도이다. 비전철화 시대에는 일부 보통열차가 통과했기 때문에 열차 편수가 매우 적었었다. 오사카 국제공항 활주로에서 북서쪽으로 수백미터 떨어진 곳에 위치해 이착륙 경로의 바로 아래에 있기 때문에 승강장에는 열차 통과음을 듣기 어렵다는 안내가 게시되어 있다.

## 역 구조
섬식 승강장으로 1면 2선의 지상역이다. 승강장의 서쪽에 유치선이 2편 있어 다카라즈카역에 도착한 막차가 기타이타미 역으로 돌아와 주박한다. 개찰구는 남쪽 출구 (이타미시 쪽)과 북쪽 출구 (가와니시시 측)의 2개소가 있다.
이코카 및 제휴 교통카드의 사용이 가능하다.

### 승강장
| 1 | ■ JR 다카라즈카 선 | 다카라즈카・산다 방면             |
| 2 | ■ JR 다카라즈카 선 | 아마가사키・오사카・기타신치 방면 |

## 역사
- 1944년 4월 1일: 일본국유철도 후쿠치야마 선 이타미 역 ~ 이케다 역 (가와니시이케다 역) 간에 개업.
- 1979년 7월 1일: 주변 4개역의 화물 취급을 기타이타미로 집약하여 열차 화물 취급을 개시.
- 1986년 11월 1일: 화물취급 폐지.
- 1987년 4월 1일: 민영화에 의해 서일본 여객철도의 소속이 되었다.
- 2003년 11월 1일: 이코카의 사용이 개시되었다.
- 2005년 4월 25일 ~ 6월 19일: 후쿠치야마 선 탈선 사고로 인하여 영업 중지.

## 인접정차역
| 서일본 여객철도 후쿠치야마 선 | 서일본 여객철도 후쿠치야마 선 | 서일본 여객철도 후쿠치야마 선  |
| ----------------------------- | ----------------------------- | ------------------------------ |
| 이타미 오사카 방면            | ■ JR 다카라즈카 선 보통       | 가와니시이케다 후쿠치야마 방면 |